# Carlo Peroni
Carlo Peroni, noto anche con lo pseudonimo di Perogatt (Senigallia, 24 novembre 1929 – Guanzate, 13 dicembre 2011), è stato un fumettista italiano, attivo dal 1950 è stato uno dei decani del panorama del fumetto in Italia.

## Biografia
Peroni iniziò a lavorare non ancora ventenne come restauratore di quadri e collaborando alla realizzazione di affreschi. Lavorò anche per il teatro, realizzando soggetti, musiche e scenografie, talvolta anche interpretazioni.
Nel 1947 illustrò il volume Le avventure di Pulcinella. Nel 1948 iniziò la carriera nel mondo del fumetto collaborando con Il Giornalino. Nel 1950 collaborerà con L'Aspirante, nel 1951 con Capitan Walter, Jolly e Il Vittorioso.
Negli anni Cinquanta Peroni lavorò nel cinema d'animazione, realizzando cortometraggi per una TV statunitense, e a Cinecittà per la realizzazione di effetti speciali, modellini, scenografie e titoli di testa per kolossal mitologici. Collaborò anche con la RAI per alcuni programmi TV e testate della ERI, Edizioni Rai.
Negli anni Sessanta lavorò con agenzie e case di produzione come la Gamma Film e la Pagot Film per Carosello e collaborò a Topolino e Pecos Bill.
Tra il 1959 e il 1962 collaboro con il Pioniere  pubblicando, a puntate, come illustratore cinque racconti: Sand contro gli Estriani. Assalto alla terra, Sand contro i pirati della galassia, Sand e Zeus - allarme nello spazio, Sand e Zeus - Il pianeta  delle voci senza volto e Sand e Zeus- L'Astronave fantasma.
Suoi i disegni, tra le tante cose, di Dentiera di Sangue, episodio di Diabulik, esilarante parodia di Diabolik realizzata da Mario Gomboli e Alfredo Castelli. Di quegli anni sono anche il mediometraggio Arrivano i Putipoti (1967) e il lungometraggio Putiferio va alla guerra (1968).
Risale a quel periodo anche la creazione di Nerofumo per Il Piccolo Missionario.
Nel 1968 Peroni fondò con Alfredo Castelli Tilt, la prima rivista "demenziale" in Italia, nel 1969 Zio Boris, la seconda "striscia" uscita in Italia (dopo le Sturmtruppen di Bonvi ed escluso Gatto Filippo, già su Paese Sera nel '50).
Negli anni Settanta collabora con Horror, Cucciolo, Tiramolla, Corriere dei Piccoli, Guerin Sportivo, cura il mensile Psyco, pubblica i volumi Mondo lumaca (1971) e 30 anni di fumetti (1978), illustra Parlacosando (1977) di Catalano.
Con Laura De Luca crea Spugna (45 episodi, 1976-85).
Negli anni Ottanta pubblica in Germania Sonny (in Italia noto come Gianconiglio e uscito sul Corriere dei Piccoli negli anni '70) sull'albo mensile omonimo e sul quotidiano tedesco Bild.
Edita anche la rivista 6-96 in fascicoli per tutte le età (in edizione italiana e inglese), realizza per la Plasmon la campagna pubblicitaria incentrata su Asterix (fumetti, giochi, poster, trasferibili) e per la Parmalat quella con Paciocco (magliette, figurine, pupazzi, film a tecnica mista).
Dopo aver dato vita, negli anni '80, all'inserto demenziale Slurp! all'interno della rivista Più e il suo gioco dell'Editoriale Domus, crea e realizza interamente la rivista "demenziale" SLURP! con un grande successo di pubblico e critica. Nonostante questo notevole successo, la casa editrice Domus ne sospese la pubblicazione in quanto, per loro stessa ammissione, il carattere della rivista "sminuiva" l'immagine della casa.
Negli anni Novanta crea l'Ispettore Perogatt per Il Giornalino (dal 1991) e I fumetti di Fiorello (dal 1993), entrambi ospitati anche nei rispettivi siti Internet.
Sempre per Il Giornalino è dal 1992 uno dei disegnatori italiani dietro i fumetti di Hanna-Barbera (Gli Antenati, Hanna-Barbera Bazar, Dastardly & Muttley - una quarantina di episodi).
Realizza l'uomo primitivo GU per la casa editrice ELI, e gli dedica il volume Il mondo di GU edito in varie lingue. È anche autore delle sigle animate per le trasmissioni TV Zitti e mosca, Slurpiamo!, La città dei consumi, ecc.
Nel 1998, su invito di Carlo Squillante aderisce - insieme ad altri Autori di umorismo e Arte Leggera - all'ANU, Associazione Nazionale Umoristi, virtuale e virtuosa. A partire da due anni dopo, parteciperà a ben otto edizioni del FestiValtravaglia dell'Arte Leggera di Porto Valtravaglia, evento istituzionale dell'ANU. Partecipa a diversi eventi organizzati dall'ANU come, nel 2000, il "Bestiario di Leonardo da Vinci" presso il Museo della Scienza e della Tecnologia di Milano.
Nel 2004 crea "Tippy" per Il Giornalino.
Nel 2008 la rivista "The Artist" rende omaggio a Osvaldo Cavandoli e alla sua Linea con "Cavandoli!", un fumetto disegnato da 30 autori umoristici italiani: Carlo Peroni partecipa all'omaggio con Gianconiglio, Slurp e Skull (il teschio parlante di Zio Boris).
È scomparso nel 2011 all'età di 82 anni.

## Personaggi
- Animatti
- Brick
- Blahblahblah
- Casimiro vampiro crumiro
- Cosmo Pym
- Coso
- Doc Horry
- Dull
- Flying Stampella
- Gervasio
- Gianconiglio
- Gipsy
- Gu
- Jolly
- Mago Merletto
- Mister Magus
- Mondo Lumaca
- Mostradamus
- Nostradamus Junior
- Paciocchi
- Ispettore Perogatt
- Piplex
- Sand e Zeos
- Sherlock Holmes
- Slurp
- Sonny (versione estera di Gianconiglio)
- Spugna
- Tippy
- Star Trick
- Supermatt
- Teddy West
- Ugo
- Vagabondi
- Yella Kid
- Zikko
- Zio Boris[senza fonte]

## Calimero
Peroni ha inoltre rivendicato l'invenzione del celebre personaggio Calimero.